# Biển Laccadive

Biển Laccadive và quần đảo Lakshadweep.

Biển Laccadive hay còn gọi là biển Lakshadweep (tiếng Malayalam: ലക്ഷദ്വീപ കടല്‍) là phần nước bao quanh Ấn Độ (bao gồm quần đảo Lakshadweep), Maldives và Sri Lanka. Biển nằm ở phía tây của Kerala. Nhiệt độ nước ấm duy trì ổn định quanh năm tạo điều kiện thuận lợi cho các nhiều loài sinh vật biển sinh sống phong phú, vịnh Mannar có khoảng 3,600 loài động thực vật.

## Mở rộng
Tổ chức Thủy văn Quốc tế định nghĩa ranh giới của biển như sau:

Phía tây. Đường chạy dọc từ Sadashivgad Lt. trên bờ tây Ấn Độ (14°48′B 74°07′Đ / 14,8°B 74,117°Đ) đến Corah Divh (13°42′B 72°10′Đ / 13,7°B 72,167°Đ) và từ đó xuống phía tây của đảo Laccadive Lakshadweep và từ quần đảo Maldives đến phía nam xa nhất của Addu Atoll ở Maldives.
Phía nam. Từ Mũi Dondra ở Sri Lanka đến tận cùng phía nam của Addu Atoll.
Phía đông. Các bờ tây của Sri Lanka và Ấn Độ.
Phía đông bắc. Cầu Adam (giữa Ấn Độ và Sri Lanka).